# Mesocerea apicalis
Mesocerea apicalis là một loài bướm đêm thuộc phân họ Arctiinae, họ Erebidae.